# 纳扎雷努
纳扎雷努是巴西米纳斯吉拉斯州的一个市镇。总面积323.51平方公里，总人口8023人，人口密度24.8人/平方公里。